# Aurél Milloss
Aurél Milloss (né Aurél Milloss Miholy à Ozora, Hongrie, le 12 mai 1906 et mort à Rome le 21 septembre 1988) est un danseur et chorégraphe italien d'origine hongroise.
Il étudie à l'Institut chorégraphique de Rudolf Laban et est l'élève d'Enrico Cecchetti. Il excelle dans les œuvres du XXe siècle et chorégraphie notamment Le Mandarin merveilleux de Bartók (1942), Boléro de Ravel (1944), La follia di Orlando de Petrassi (1947), Jeux de Debussy (1975), La rivolta di Sisifo de Petrassi (1977), L'Oiseau de feu et Le Chant du rossignol de Stravinsky. Le ballet Les Créatures de Prométhée de Beethoven fait aussi partie de son répertoire.